# Istituto nazionale per l’assicurazione contro gli infortuni sul lavoro

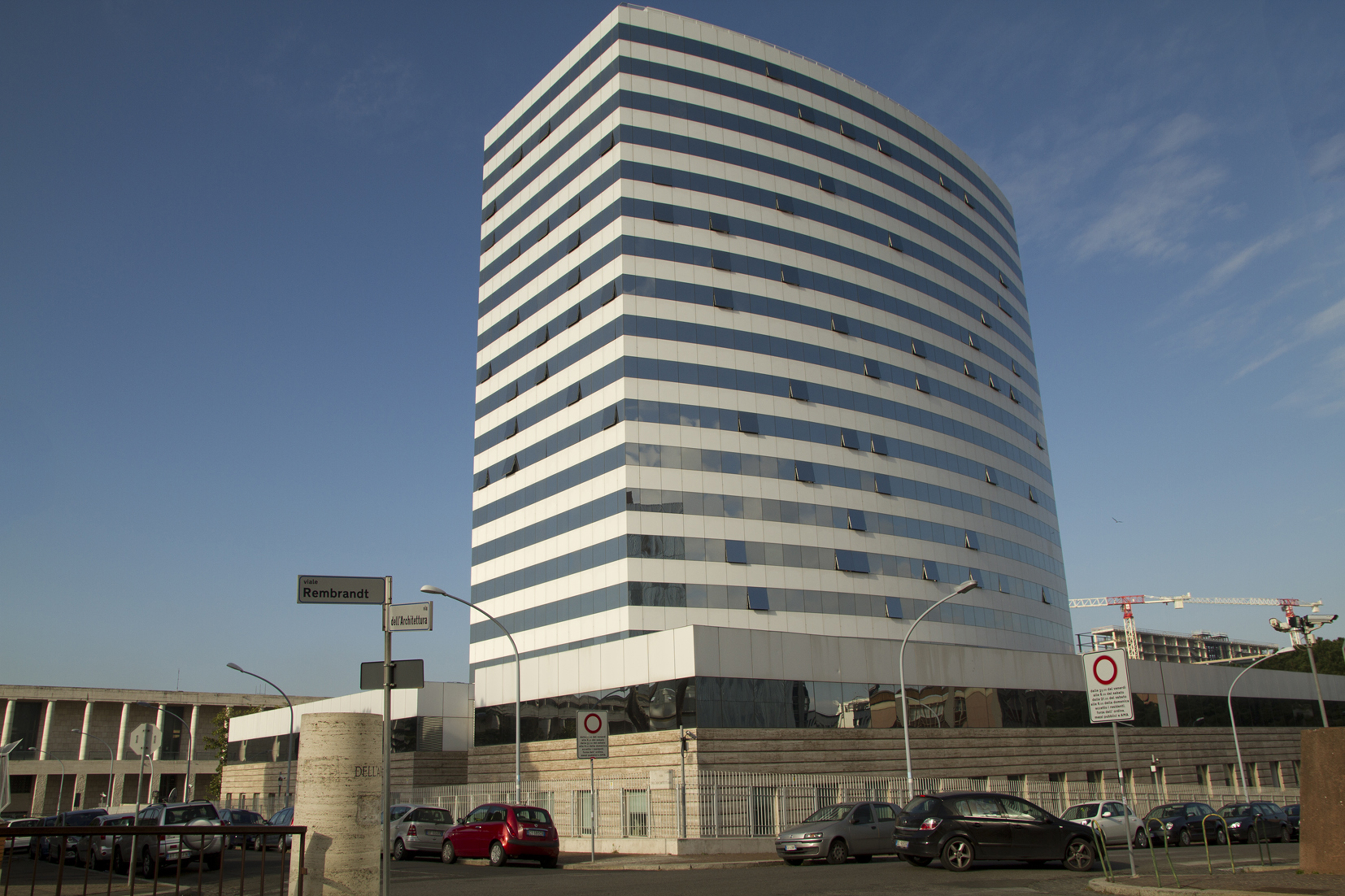
INAIL-Hauptsitz in Rom im Stadtteil EUR

Das Istituto nazionale per l’assicurazione contro gli infortuni sul lavoro (INAIL), deutsch (Südtirol): Nationalinstitut für die Arbeitsunfallversicherung, ist der Träger der gesetzlichen Unfallversicherung Italiens sowie die Aufsichtsbehörde für Arbeitsschutz. Es ist auch im Bereich der medizinischen, beruflichen und sozialen Rehabilitation aktiv. Das 1933 gegründete INAIL wird vom italienischen Ministerium für Arbeit und Sozialpolitik und Ministerium für Wirtschaft und Finanzen beaufsichtigt. Neben dem zentralen Sitz in Rom bestehen Niederlassungen und Zweigstellen in allen italienischen Regionen.